# Khriasxuvate
Khriasxuvate (ucraïnès: Хрящувате, rus: Хрящеватое) és un poble del districte de Luhansk de l'óblast de Luhansk d'Ucraïna. Es troba sota el control de l'autoproclamada República Popular de Luhansk.
És el centre administratiu del consell rural de Khriasxuvate.